# Grevinge Sogn
Grevinge Sogn ist eine Kirchspielsgemeinde (dän.: Sogn) auf der dänischen Insel Seeland.
Bis 1970 gehörte sie zur Harde Ods Herred im damaligen Holbæk Amt, danach zur Dragsholm Kommune im Vestsjællands Amt, die im Zuge der Kommunalreform zum 1. Januar 2007 in der Odsherred Kommune in der Region Sjælland aufgegangen ist.

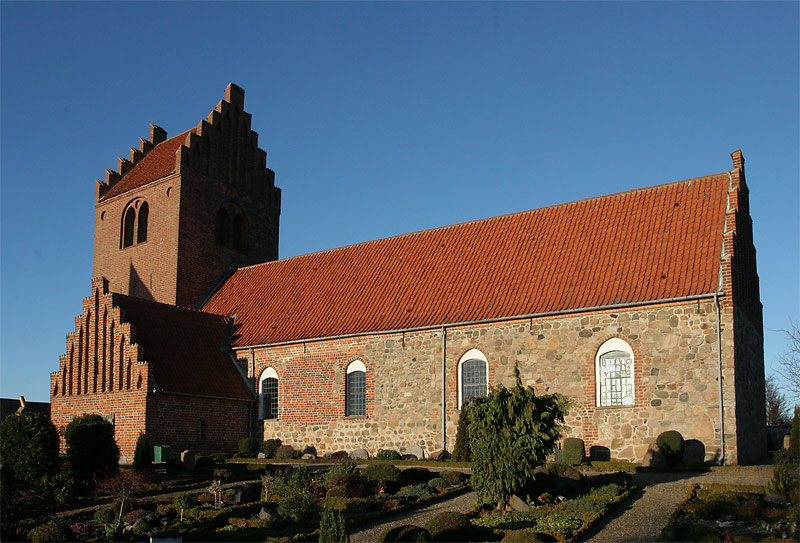
Grevinge Kirke

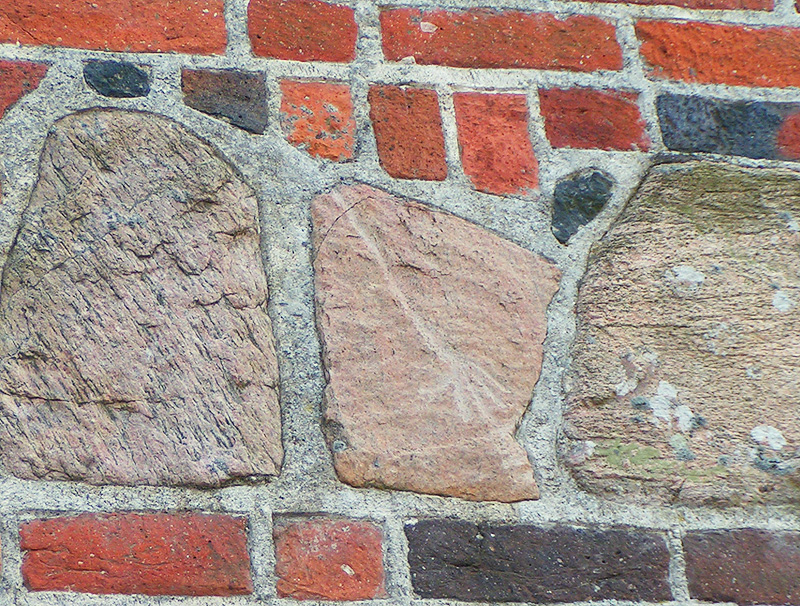
Der „Handstein“ an der Grevinge Kirke

Am 1. Januar 2023 lebten im Kirchspiel 2432 Einwohner, davon 608 im Kirchdorf Grevinge und 241 in der Ortschaft Herrestrup.
Im Kirchspiel liegt die Kirche „Grevinge Kirke“.
Der „Frenderupgård-dysse“, ist ein hexagonaler Polygonaldolmen. Er liegt bei Herrestrup in Grevinge am Abzweig Holtevej und Odstrupvej.
Nachbargemeinden sind im Norden Vig Sogn, im Nordosten Egebjerg Sogn und im Westen Asnæs Sogn. Östlich grenzt das Kirchspiel an den Lammefjord.